# 144 000
A 144 000 (száznegyvennégyezer) természetes szám, ami a 143 999 után és a 144 001 előtt áll.
Praktikus szám. Négyzetteljes szám, de nem teljes hatvány, ezért Achilles-szám.

## Vallás

### Kereszténység
Mivel a 144 000 száma a Bibliában, a Jelenések könyve próféciájában található, így fontos szerepe van a keresztények számára. Ebben az újszövetségi könyvben háromszor jelenik meg ez a szám:
- Ne ártsatok a földnek, se a tengernek, se a fáknak addig, amíg homlokukon pecséttel meg nem jelöljük a mi Istenünk szolgáit”. És hallottam a pecséttel megjelöltek számát: száznegyvennégyezer pecséttel megjelölt Izráel fiainak minden törzséből: Júda törzséből tizenkétezer pecséttel megjelölt, Rúben törzséből tizenkétezer, Gád törzséből tizenkétezer, Ásér törzséből tizenkétezer, Naftáli törzséből tizenkétezer, Manassé törzséből tizenkétezer, Simeon törzséből tizenkétezer, Lévi törzséből tizenkétezer, Issakár törzséből tizenkétezer, Zebulon törzséből tizenkétezer, József törzséből tizenkétezer, Benjámin törzséből tizenkétezer pecséttel megjelölt.[1]
- És láttam: íme, a Bárány ott állt a Sion hegyén, és vele száznegyvennégyezren, akiknek a homlokára az ő neve és Atyjának a neve volt felírva[2]
- És új éneket énekelnek a trónus előtt, a négy élőlény és a vének előtt, és senki sem tudta megtanulni ezt az éneket, csak az a száznegyvennégyezer, akik áron vétettek meg a földről: ezek nem szennyezték be magukat nőkkel, mert szüzek, ezek követik a Bárányt, ahova megy, ezek vétettek meg áron az emberek közül első zsengéül az Istennek és a Báránynak, és szájukban nem találtatott hazugság: ezek feddhetetlenek.[3]

#### Értelmezése
- A katolikus hagyományban a száznegyvennégyezer vagy a szószerinti szüzességre, ezt vallotta pl Szent Ágoston[4] vagy pedig a tökéletes szeretetre utal,[5] mely Istent mindennek fölébe helyezi: a 144 az 12x12 vagyis tökéletes szám, az ezer pedig a nagy sokaság jelképe.
- A keresztény felekezetek egy részének értelmezése szerint a 144 000 egy szimbolikus szám, ahogyan ebben a könyvben Izrael és a törzsek neve, a Bárány, Sion hegye, továbbá a szűz férfiak említése is szimbolikus.

A jelenések könyve 7. fejezetének versei sorolják, hogy minden törzsből 12 ezer az elpecsételtek száma. Ez a szám is szimbolikus, ugyanúgy jelképesen kell értenünk, mint az Izráel 12 törzséből kiválasztott 12 ezer elpecsételtet, összesen 144 ezret. Ezt bizonyítja az a tény, hogy nem a testi, hanem a lelki Izráelből vannak kiválasztva. Az újszövetségi  Szentírás gyakran nevezi Izráelnek Isten népét.
- Egyes keresztény irányzatok (pl. szkopecek, a Jehova Tanúi stb.) szerint a 144 000 szó szerint értendő.

## Fordítás
- Ez a szócikk részben vagy egészben  a(z)   144000 (number) című angol Wikipédia-szócikk fordításán alapul.  Az eredeti cikk szerkesztőit annak laptörténete sorolja fel. Ez a jelzés csupán a megfogalmazás eredetét és a szerzői jogokat jelzi, nem szolgál a cikkben szereplő információk forrásmegjelöléseként.